# Антонио Макдајс
Антонио Китфлен Макдајс (енгл. Antonio Keithflen McDyess; Квитман, Мисисипи, 7. септембар 1974) бивши је амерички кошаркаш. Играо је на позицијама крилног центра и центра.
На НБА драфту 1995. одабрали су га Лос Анђелес клиперси као 2. пика.

## Успеси

### Репрезентативни
- Олимпијске игре:  2000.

### Појединачни
- НБА Ол-стар меч (1): 2001.
- Идеални тим НБА — трећа постава (1): 1998/99.
- Идеални тим новајлија НБА — прва постава: 1995/96.